# Циклоплегия
Циклоплегия (лат. Cycloplegia) — паралич ресничной мышцы глаза.

## Симптомы
- Невозможность фокусировки взгляда
- Обычно сопровождается параличом сфинктера зрачка, вызывая его стойкое расширение (см. Мидриаз).

## Причины заболевания
Разрывы и травмы цилиарной мышцы.
Может развиваться также после некоторых травм глаза.

## Лечение
Специфического лечения не существует. Процесс обратим, однако требуется значительное время для восстановления и устранение причин, вызвавших сбой.

### Противопоказания
Применение атропина или его аналогов при воспалении радужной оболочки и ресничного тела глаза приводит к усилению заболевания.